# Столон

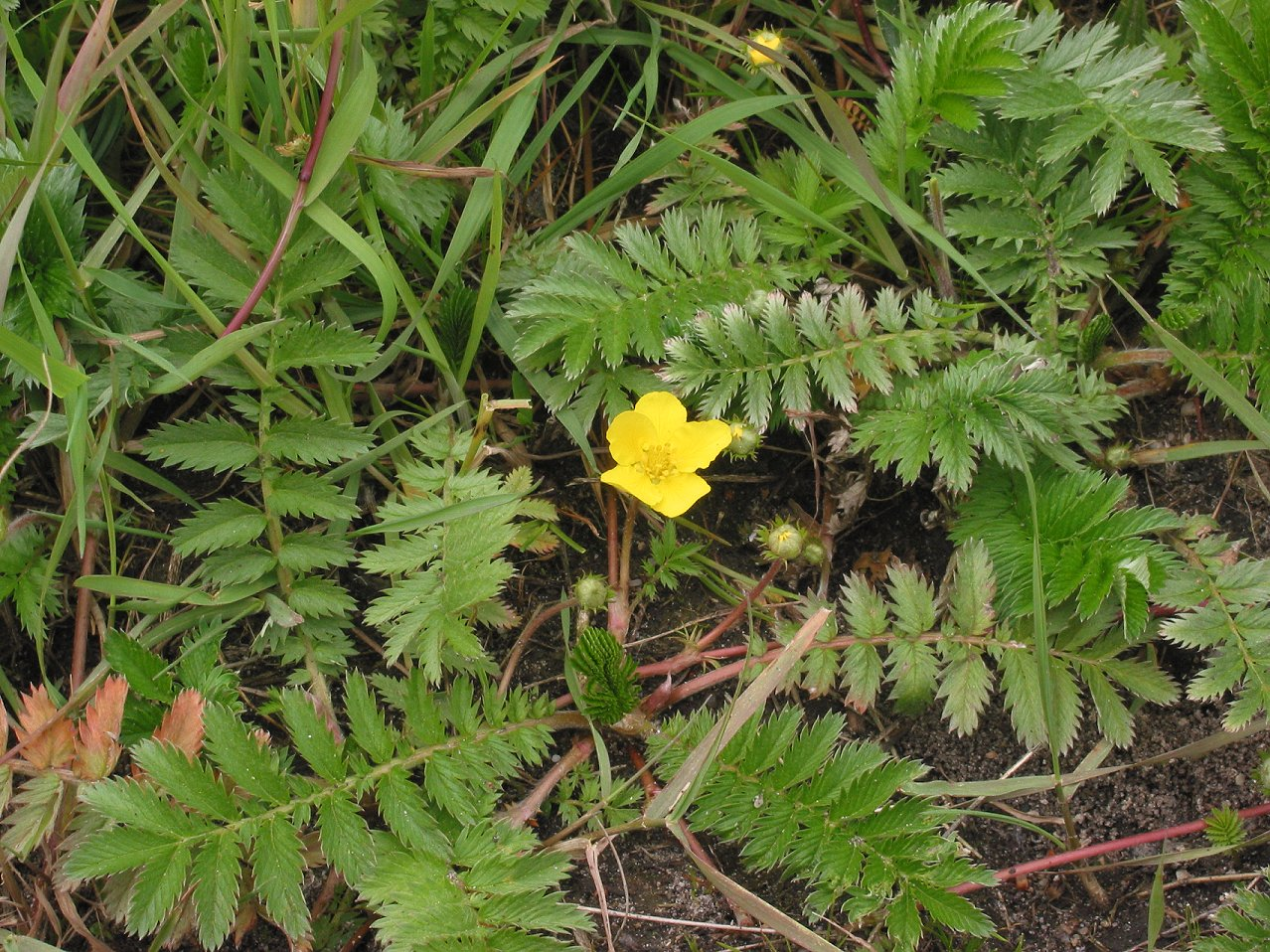
Перстач гусячий (Argentina anserina). Червоні утворення — столони.

Столóн (лат. stolo род. відм. stolonis — «кореневий пагін») — видозмінений пагін з довгими тонкими міжвузлями та лускоподібними безколірними (рідше зеленими) листками.
На відміну від кореневищ столони недовговічні і слугують лише для вегетативного розмноження та розселення. Столони не є зимуючим органом. Від їх вузлів відходять додаткові корені, які разом із частиною стебла відокремлюються від материнського куща і таким чином утворюються нові рослини.
Підземні столони (наприклад, у картоплі, топінамбура) зазвичай несуть бульби або цибулини. Надземні столони називаються вусами (жовтець повзучий, полуниця).
До столонів також належать цибулинові столони тюльпанів — трубкоподібні вирости цибулинних лусок (тобто листків), в порожнину яких зміщені пазушні бруньки.